# Aloe sahundra
Aloe sahundra é uma espécie de liliopsida do gênero Aloe, pertencente à família Asphodelaceae.